# Союз гірничозаводських робітників
Соціал-демократичний союз гірничозаводських робітників — соціал-демократична організація, створена в січні 1902 в Ростові-на-Дону. Мета — проведення с.-д. пропаганди серед робітників Донбасу, надання допомоги місц. соціал-демократам в організації робітн. гуртків.

## Історія
Наприкінці 1902 у великих містах Донбасу (Луганськ, Бахмут, Маріуполь, Таганрог, Юзівка, Макіївка, Олександрівськ-Грушевський, Слов'янськ) виникли с.-д. орг-ції. В жовтні 1902 «Союз» заявив, що він входить в РСДРП, а на поч. 1903 визнав Організаційний комітет по скликанню Другого з'їзду РСДРП керівним органом партії. В 1-й половині 1903 «Союз» поширив близько 70 тис. листівок. «Союз» відіграв важливу роль у розгортанні с.-д. пропаганди й агітації серед робітників Юзівського заводу Новоросійського товариства (в період пожвавлення понад 12 тис., на 1903 близько 6 тис. робітників), Петровського заводу біля ст. Волинцеве (Російсько-бельгійського товариства), Дружківського заводу (Донецького товариства), Донецько-Юр'ївського близ Луганська, Нікополь-Маріупольського, Русского Провіданс біля Маріуполя, Пастухова в Сулині (біля Александровська-Грушевського), Таганрозького товариства, Генерального товариства в Макіївці, Фацнера і Ґампера в Краматоровці та інших.
Але керівники «Союзу» продовжували підтримувати зв'язки з «економістами» (див. «Економізм»). В Харківській та Київській організаціях РСДРП, а також в Союзі гірничозаводських робітників, було більше меншовиків.
Під впливом «Іскри» і праці В. І. Леніна «Що робити?» керівники «Союзу» в квітні 1903 з певними застереженнями визнали, що «Союз» став на іскрівську платформу. Ці хитання призвели до того, що делегат «Союзу» на II з'їзді партії зайняв меншовицьку позицію. Після II з'їзду керівники «Союзу» перейшли в табір меншовиків. В 1904 «Союз» припинив своє існування.